# Aston Villa Football Club 1982-1983
Questa voce raccoglie le informazioni riguardanti L'Aston Villa Football Club nelle competizioni ufficiali della stagione 1982-1983.

## Stagione
La stagione vede l'Aston Villa terminare il campionato in sesta posizione nella First Division, guadagnandosi l'accesso in Coppa UEFA. Capocannoniere della stagione fu Gary Shaw che mise a segno 24 reti.
Per quanto riguarda gli impegni internazionali, l'Aston Villa, detentore della Coppa dei Campioni, fu ammesso d'ufficio alla competizione continentale, dove fu eliminato ai quarti di finale dagl'italiani della Juventus, guadagnando inoltre il diritto a disputare la Coppa Intercontinentale, in cui fu sconfitto dagli uruguaiani del Peñarol, e la Supercoppa UEFA, vinta ai danni degli spagnoli del Barcellona grazie a un risultato aggregato di 3-1 – 1-0 per gli azulgrana all'andata, e 3-0 per i Villans al ritorno, dopo i tempi supplementari.

## Maglie e sponsor
Lo sponsor tecnico per la stagione 1982-1983 è Le Coq Sportif, mentre lo sponsor ufficiale è Davenport.
| Casa | Trasferta |  |

## Rosa
| N. |                        | Ruolo | Calciatore      |
| -- | ---------------------- | ----- | --------------- |
|    | Inghilterra (bandiera) | P     | Jimmy Rimmer    |
|    | Inghilterra (bandiera) | P     | Nigel Spink     |
|    | Inghilterra (bandiera) | D     | Gary Williams   |
|    | Inghilterra (bandiera) | D     | Colin Gibson    |
|    | Scozia (bandiera)      | D     | Allan Evans     |
|    | Giamaica (bandiera)    | D     | Noel Blake      |
|    | Scozia (bandiera)      | D     | Ken McNaught    |
|    | Inghilterra (bandiera) | D     | Brendan Ormsby  |
|    | Inghilterra (bandiera) | D     | Kenny Swain     |
|    | Irlanda (bandiera)     | D     | Eamon Deacy     |
|    | Inghilterra (bandiera) | D     | Mark Jones      |
|    | Inghilterra (bandiera) | D     | Alan Curbishley |

| N. |                        | Ruolo | Calciatore      |
| -- | ---------------------- | ----- | --------------- |
|    | Inghilterra (bandiera) | C     | Dennis Mortimer |
|    | Inghilterra (bandiera) | C     | Gordon Cowans   |
|    | Inghilterra (bandiera) | C     | Paul Birch      |
|    | Scozia (bandiera)      | C     | Des Bremner     |
|    | Inghilterra (bandiera) | C     | Tony Morley     |
|    | Scozia (bandiera)      | C     | Andrew Blair    |
|    | Inghilterra (bandiera) | C     | Pat Heard       |
|    | Inghilterra (bandiera) | A     | Gary Shaw       |
|    | Inghilterra (bandiera) | A     | Peter Withe     |
|    | Inghilterra (bandiera) | A     | David Geddis    |
|    | Inghilterra (bandiera) | A     | Mark Walters    |

## Risultati

### Coppa dei Campioni
| Arbitro: | Eschweiler |

|            |           |                     |
| Cowans 53’ | Marcatori | 1’ Rossi 81’ Boniek |

| Arbitro: | Keizer |

|                               |           |           |
| Platini 14’, 68’ Tardelli 26’ | Marcatori | 81’ Withe |

### Supercoppa UEFA
| Arbitro: | Galler |

|                   |           |  |
| Marcos Alonso 52’ | Marcatori |  |

| Arbitro: | Ponnet |

|                                    |           |  |
| Shaw 80’ Cowans 100’ McNaught 104’ | Marcatori |  |

### Coppa Intercontinentale
| Arbitro: | Siles |

|                           |           |  |
| Jair Gaúcho 27’ Silva 68’ | Marcatori |  |